# Teorema de Kutta Joukowski
O Teorema de Kutta-Joukowski é um teorema fundamental da aerodinâmica. O nome provém do cientista alemão Martin Wilhelm Kutta e do cientista russo Nikolai Joukowski (ou Zhukovsky), pioneiros no desenvolvimento das suas ideias-chave no início dos anos 1920.
O teorema diz que a sustentação gerada por um cilindro é proporcional à velocidade do cilindro através do fluido, da densidade do fluido, da circulação. A circulação é definida como a integral de linha, em torno de um ciclo fechado envolvendo o cilindro ou aerofólio, da componente da velocidade tangente do fluidos para o loop. A magnitude e direção da velocidade do fluido varia ao longo do caminho.
O fluxo de ar em resposta à presença do aerofólio pode ser tratado como a superposição de um fluxo de translação e um fluxo de rotação. É, porém, errado pensar que existe um vórtice cercando o cilindro ou a asa de um avião em vôo. É o caminho da integral que circunda o cilindro, não um vórtice de ar. (Em descrições do teorema de Kutta-Joukowski o aerofólio é geralmente considerado como um cilindro circular ou algum aerofólio Joukowski).
O teorema refere-se ao fluxo de duas dimensões em torno de um cilindro (ou um cilindro de envergadura infinita) e determina a sustentação gerada por uma unidade de comprimento. Quando a circulação {\displaystyle \Gamma _{\infty }\,} é conhecida, a sustentação {\displaystyle L\,} por unidade de comprimento do cilíndro (Newtons/metro no SI) pode ser calculada de acordo com a seguinte equação:
{\displaystyle L=\rho _{\infty }V_{\infty }\Gamma _{\infty },\,}   (1)
onde {\displaystyle \rho _{\infty }\,} e {\displaystyle V_{\infty }\,} são a densidade do fluido e a velocidade a montante do cilíndro, e {\displaystyle \Gamma _{\infty }\,} é a circulação definida como a integral de linha,
{\displaystyle \Gamma _{\infty }=\oint _{C_{\infty }}V\cos \theta \;ds\,}
em torno de um caminho {\displaystyle C_{\infty }\,}(no plano complexo) longe e circundando o cilindro ou aerofólio. Esse caminho deve ser em uma região do escoamento potencial e não na camada limite do cilindro. O termo {\displaystyle V\cos \theta \,} é a componente local da velocidade tangente e na direção da curva {\displaystyle C_{\infty }\,} que circunda o cilindro, e {\displaystyle ds\,} é o comprimento infinetesimal dessa curva. A equação (1) é a forma do teorema de Kutta-Joukowski.
Kuethe e Schetzer colocaram o teorema de Kutta-Joukowski da seguinte maneira:
"A força por unidade de comprimento que age em um cilindro de qualquer seção transversal é igual a {\displaystyle \rho _{\infty }V_{\infty }\Gamma _{\infty }}, e é perpendicular à direção de {\displaystyle V_{\infty }.}".
Para um argumento bastante heurístico, considere um aerofólio de pequena espessura de corda {\displaystyle c} e envergadura infinita, movendo-se através do ar de densidade ρ. Suponha o aerofólio inclinado para o fluxo que chega para produzir uma velocidade V de um lado do aerofólio, e uma velocidade V + v no outro lado. A circulação então pode ser calculada como:
{\displaystyle \Gamma =(V+v)c-(V)c=vc.\,}
A diferença de pressão {\displaystyle \Delta P} entre os lados do aerofólio pode ser calculada de acordo com a equação de Bernoulli:
{\displaystyle {\frac {\rho }{2}}(V)^{2}+(P+\Delta P)={\frac {\rho }{2}}(V+v)^{2}+P,\,}
{\displaystyle {\frac {\rho }{2}}(V)^{2}+\Delta P={\frac {\rho }{2}}(V^{2}+2Vv+v^{2}),\,}
{\displaystyle \Delta P=\rho Vv\qquad {\text{(ignorando }}{\frac {\rho }{2}}v^{2}),\,}
então a força de sustentação por unidade de comprimento pode ser calculada:
{\displaystyle L=c\Delta P=\rho Vvc=\rho V\Gamma .\,}